# Orgnac-l’Aven
Orgnac-l’Aven település Franciaországban, Ardèche megyében. Lakosainak száma 566 fő (2022. január 1.). Orgnac-l’Aven Labastide-de-Virac, Barjac, Le Garn, Issirac és Montclus községekkel határos.

## Népesség
A település népességének változása:
| Lakosok száma | 281  | 323  | 327  | 473  | 555  | 567  | 585  | 597  | 587  | 566  |
|               | 1968 | 1982 | 1990 | 2006 | 2013 | 2015 | 2017 | 2019 | 2020 | 2022 |